# Donnerkopf
Donnerkopf war eine deutsche Hard-Rock- und Heavy-Metal-Band aus Hannover. Der Bandname ist die deutsche Übersetzung von Thunderhead, einer deutschen Band, in der sowohl der ehemalige Schlagzeuger Alex Scotti, Bassist Ole Hempelmann sowie Sänger und Gitarrist  Henny Wolter aktiv waren.

## Geschichte
Die ehemaligen Thunderhead-Mitglieder Hempelmann und Wolter gründeten vier Jahre nach dem Ende von Thunderhead zusammen mit Curt Doernberg (ex-Rough Silk, Bruder von Ferdy Doernberg) die Band Donnerkopf. Doernberg stieg jedoch aus und versuchte sich in der Neuen-Deutschen-Härte-Band Treibhaus. Er wurde zunächst durch Alex Scotti, ein weiteres ehemaliges Bandmitglied von Thunderhead ersetzt. Doch auch Scotti war nicht lange in der Band und wurde durch Klaus Sperling ersetzt. 2005 veröffentlichte die Band das Album Krachmaschine über die Plattenfirma Teuton Records im Vertrieb von Soulfood. Anschließend löste sich die Gruppe wieder auf. 
Wolter und Sperling gründeten 2011 zusammen mit Claus „Oimel“ Larcher die Band Nitrogods.

## Stil
Auch wenn die Band personell und durch den Bandnamen an die Vorläuferband anknüpft, hatte sie musikalisch, bis auf das Gitarrenspiel von Wolter, wenig mit Thunderhead gemein. Die Musik ist eher im Hard-Rock-/Rock-Bereich angesiedelt, mit einem leichten Punk-Einschlag. Die Texte sind auf Deutsch, sehr direkt und behandeln typische Rockthemen wie Sex und Rebellion gegen die „breite Bevölkerungsmasse“. Verglichen wurde die Band unter anderem mit The Almighty und Motörhead, aus dem deutschsprachigen Bereich mit Doc Eisenhauer und Jürgen Zeltinger.

## Diskografie
- 2005: Krachmaschine (Teuton Records/Soulfood)